# 曼达托里乔
曼达托里乔（義大利語：Mandatoriccio），是意大利科森扎省的一个市镇。总面积36平方公里，人口2898人，人口密度80.5人/平方公里（2009年）。ISTAT代码为078074。